# Бизони
Бизоните (Bison) са род едри тревопасни бозайници (Mammalia) от разред Чифтокопитни (Artiodactyla). Покрити са с гъста тъмно кафява козина. Имат изразен полов диморфизъм, мъжките са по-едри от женските.
Срещат се в Европа, Северна Америка и в миналото в някои части на Азия.
В България зубъра (Bison bonasus) е в процес на аклиматизация и има групичка животни в полудиво състояние.

## Начин на живот и хранене
Тревопасни бозайници, живеят на стада.

## Допълнителни сведения
И двата вида в рода в недалечното минало са били на границата на изчезването, но взетите решителни мерки са намалили опасността.

## Списък на видовете
- род Bison -- Бизони
  - Bison bonasus -- Зубър (Европейски бизон)
  - Bison bison -- Бизон (Американски бизон)
  - Bos gaurus -- Гаур (Индийски бизон)